# Divinity
Divinity es un canal de televisión en abierto español operado por Mediaset España. Convierte a la conocida web de Telecinco en el primer proyecto de Internet en España en dar el salto a la televisión. Este canal emite en el múltiplex de Cuatro, en la frecuencia de los extinguidos CNN+ y Gran Hermano 24 horas. Divinity, comenzó sus emisiones en pruebas el 1 de marzo de 2011 y las oficiales, no fueron hasta el 1 de abril del mismo año.

## Historia
El 23 de febrero de 2011, varios portales de internet se hicieron eco del lanzamiento de dos nuevos canales por parte de Telecinco. Al día siguiente, Telecinco lo confirmó mediante una nota de prensa y presentó Divinity.
El 1 de marzo de 2011, Telecinco inició las emisiones en pruebas de su sexto canal, Divinity. Una televisión que convierte a la conocida web —especializada en el mundo de las celebrities, las tendencias y la crónica social entre otros contenidos—, en el primer proyecto de Internet en España que da el salto a la televisión como canal con identidad propia, después de contar con más de 6,1 millones de visitas desde verano de 2010. Aun así, sus emisiones oficiales no comenzaron hasta el 1 de abril.
Divinity estrenó su primer mes de emisión (en pruebas), con una cuota de pantalla del 0,4%. La cadena firma sus mejores resultados en los fines de semana y en las franjas de late night y madrugada.
El 31 de mayo de 2011, el operador de cable ONO incorporó el canal Divinity en su paquete de TV Esencial/Mini -en el dial 40-, por lo que todos los abonados tendrán acceso a dicho canal.
El 1 de agosto de 2011, la familia de canales del grupo compuesta por Factoría de Ficción, Divinity y La Siete, implantaron el sistema de pauta única publicitaria y la oferta de módulos, adoptando un sistema de comercialización mixto bajo el nombre NosoloFDF. Durante la tercera semana de julio, concretamente del día 18 hasta el 21 de julio, Publiespaña implantó el sistema conjunto de publicidad en la familia de canales en modo de pruebas. Las oficiales no fueron hasta el 1 de agosto de 2011, fecha que se implantó este sistema. Aun así, esta no es la primera vez que Telecinco adopta la pauta única, ya que en julio de 2010, Mediaset España realizaba los mismos cortes publicitarios en sus tres cadenas temáticas de entonces: Telecinco, Factoría de Ficción y La Siete.
Meses después de su incorporación al paquete de TV Esencial/Mini de ONO, el 16 de agosto del mismo año, el operador de pago Movistar TV lo incorporó a su dial número 37.
El 19 de octubre de 2011, el canal de Mediaset España, conmemoró el Día Mundial contra el Cáncer de Mama modificando la "mosca" y sustituyendo la bola azul del logo por una bola de color rosa. Además su web oficial lanzó un mensaje positivo a las mujeres y mostraron su apoyo con una programación especial.
El 1 de febrero de 2012, la familia de canales del grupo compuesta por Cuatro, Divinity y Energy, reordenó su estrategia de implantar el sistema de pauta única publicitaria y la oferta de módulos, adoptando un sistema de comercialización mixto bajo el nombre NosoloFDF. De esta manera, es Cuatro quien marca la pauta de emisión de los bloques publicitarios tanto de Energy como de Divinity.
En el mes de junio de 2012, Divinity consiguió el que fue su máximo mensual en la TDT hasta entonces, con una cuota de pantalla del 1,5% de cuota de pantalla, estando a dos décimas de alcanzar a Nova su gran competidor. En cuanto a público, el canal obtiene sus mejores datos en las franjas de madrugada y late night y es más seguido por las mujeres. Sin embargo, en el mes de agosto del mismo año, el canal consiguió empatar con Nova con un dato de 1,7% de cuota de pantalla mensual.
El 14 de febrero de 2024, inició sus emisiones en HD, siendo obligado por el Real Decreto 16/2023, de 17 de enero, el cual forzaba a todos los canales de la TDT en emitir en  alta definición.

## Programación

### Historia y estilo de programación
La programación de Divinity refleja el espíritu del mundo de las celebrities, las tendencias, la crónica social, la telerrealidad y las series. Al principio, en el canal convivían los contenidos propios elaborados para la web con otro tipo de formatos. Es destacable en este sentido que la web del canal contaba, entre otros, con la colaboración especial de varias celebridades, entre ellas la de Carmen Lomana, que a través de su vídeoblog abordaba cuestiones como el protocolo en ceremonias y los vestidos de novia de las últimas bodas reales.
Cabe destacar, entre otras cosas, que el canal de Mediaset quiso volcarse en la boda real inglesa durante la última semana de abril. En la primera intervención de Nuria Roca como imagen del canal, la periodista se puso al frente de un especial -en directo- llamado William y Kate, la cuenta atrás emitido el jueves 28 de abril, para transmitir a los espectadores el ambiente que se vive en la gran ciudad de Gran Bretaña pocas horas antes de proceder al evento nupcial de los duques.
El 12 de junio de 2011 Divinity programó durante todo el día, una programación especial centrada en productos de ficción sobre las mujeres y la medicina con el objeto de arropar una de sus más destacadas novedades estivales: el estreno en la televisión en abierto de Diario de una doctora. Series como Mercy, Hospital Central, Anatomía de Grey y la película Mr. Jones protagonizada por Richard Gere y Lena Olin, enfundaron la parrilla de Divinity. En el mismo mes, el canal de Mediaset incorporó a la programación dos nuevos espacios de estreno: Tu estilo a juicio y El vestido de tu boda. La propuesta del grupo fue clara y concisa: son dos formatos que trataran sobre moda, tendencias e imagen personal.
El 22 de agosto de 2011, Divinity estrenó los cuatro primeros episodios de Mujeres desesperadas a la 15:15 horas y desde el 23 de agosto, la emisión de doble capítulo a las 17:00 horas. Por otra parte, el 9 de septiembre de 2011, varios portales de internet sobre televisión se hicieron eco de que el canal femenino de Mediaset España, Divinity, sería la cadena oficial de la 54 edición de la pasarela Cibeles Madrid Fashion Week este año. Destacar también que el 19 de octubre de 2011 el canal quiso conmemorar el Día Mundial contra el Cáncer de Mama modificando la "mosca" de pantalla y sustituyendo la bola azul del logo por una bola de color rosa. Además su web oficial lanzó un mensaje positivo a las mujeres y mostraron su apoyo con una programación especial.
Con motivo de la celebración del Orgullo Gay 2012, el canal estrenó nuevos programas como ¿Gay, soltero o pillado? (Gay, Straight or Taken?) y series como The L Word, de temática homosexual. Así, Divinity, bajo el lema Todos somos Divin@s, mostró su afinidad también con este público objetivo. Destacar también, aunque no de temática homosexual, el estreno de la ficción policíaca Rookie Blue y el programa de coreografías Mobbed: ¡Esta fiesta es para ti!, ambos estrenados en este canal en junio y julio respectivamente.
Desde el 4 de junio de 2013 comenzó a emitirse un nuevo espacio de producción propia titulado Cazamariposas, con plató incluido y un dúo de presentadores compuesto por Nando Escribano y Núria Marín.
Desde el 6 de mayo de 2014, tras el cierre La Siete y Nueve, Mediaset España añadió nuevos contenidos a la programación de Divinity. Entre ellos, llegaron nuevos docushows, series americanas, telenovelas latinoamericanas, programas de producción propia y algunas reposiciones, además del estreno de nuevas entregas de los contenidos estrella del canal.
Tras haber emitido en sus tardes series españolas como El Príncipe, Sin tetas no hay paraíso, Yo soy Bea o Ciega a citas con éxito, Divinity se lanzó al mercado turco, tal como ya había experimentado Nova poco antes con buenos resultados. Así, el 23 de octubre de 2018, el canal de Mediaset España incorporaría a su programación el serial turco Kara Sevda: Amor eterno dentro de su contenedor vespertino Te como a series. Debido a su buen rendimiento, este tipo de ficción creó su propio sello en las tardes del canal con la posterior llegada de otras producciones como Sühan: Venganza y amor, Stiletto Vendetta, Erkenci Kuş: Pájaro soñador, Kuzey Güney: Dos hermanos y un mismo amor, Amor en blanco y negro o İçerde: Nada es lo que parece, entre otras. Del mismo modo, también se abrió al sector audiovisual brasileño con ficciones como Totalmente Diva o Verdades secretas, después de haber emitido cinco años antes Avenida Brasil.

## Imagen corporativa

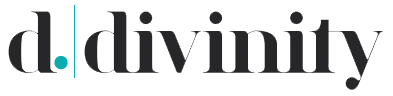
2011-2012
Desde 2012

## Espacios y productos derivados del canal

### Divinity Fashion Week
Del viernes 16 al lunes 19 de septiembre de 2011, Divinity puso en marcha un espacio de producción propia de dos horas de duración acerca de la Cibeles Madrid Fashion Week, el cual fue presentado por Nuria Roca y Boris Izaguirre, con la colaboración especial de Nacho Montes. Además, en el portal web de Divinity se desarrolló “Divinity por un día”, una iniciativa interactiva participada por el público en la que se fotografió a los asistentes y se eligió cada día a la persona más estilosa que acudía a ver los desfiles.
Las emisiones se hicieron en un plató multifuncional de 50 metros cuadrados en el corazón de Cibeles Madrid Fashion Week. Ese fue el escenario desde el que Nuria Roca y Boris Izaguirre analizaron todos los días lo acontecido en el certamen de moda de la mano de sus protagonistas: diseñadores, modelos, invitados vip, bloggers expertos en moda y directores de publicaciones especializadas, todo ello salpicado con las imágenes de los desfiles de la jornada. Roberto Verino, Jesús del Pozo, Ángel Schlesser, Victorio & Lucchino, Duyos, Ágatha Ruiz de la Prada, Roberto Torretta, Francis Montesinos, Lemoniez, Ana Locking, Teresa Helbig y Adolfo Domínguez fueron algunos de los diseñadores que presentaron sus nuevas colecciones.

### Divinity Jukebox
El 1 de marzo de 2012, el canal incluyó en su programación un breve espacio denominado Divinity Jukebox. En él aparecían noticias relacionadas con la música del momento, los trabajos de los artistas y los festivales y conciertos, además de informar acerca de la música que aparecía en las autopromociones y series de Divinity.

### Divinity Collection
En 2013, Divinity lanzó una tienda online llamada Divinity Collection. En ella se pueden adquirir productos de moda, complementos, cosmética, textil, decoración y electrodomésticos, entre otros.

### Revista Divinity
El 9 de abril de 2014 se lanzó la revista Divinity, una publicación de tirada nacional que se emite mensualmente. Esta revista ofrece consejos de moda y tendencias, belleza, hogar, consejos prácticos, ocio, entretenimiento y trata también el mundo de las celebrities, contando además con secciones vinculadas a los contenidos del canal de televisión y de la página web.

### itPhone Divinity
El 16 de junio de 2014, se convirtió en la primera cadena de televisión en ofrecer un teléfono móvil propio, cuyo nombre es itPhone Divinity, que en realidad es fabricado por la marca Wiko.

### Divinity Music Festival
El 11 de diciembre de 2015, Divinity dedicó su programación a la música bajo el sello Divinity Music Festival. Así, la cadena emitió el concierto de Alejandro Sanz de la gira "Sirope" y los momentos más destacados de los tres conciertos de Pablo Alborán que tuvieron lugar en la Plaza de Las Ventas en junio del mismo año, así como la retransmisión en directo de la X edición de los Premios 40 Principales. Además, incluyó un especial de Cazamariposas y varias películas (Dance Off, Buscando a Susan desesperadamente y Chalet Girl), todo ello relacionado de algún modo con la temática.

### Alma Divinity
A finales de noviembre de 2019, la marca Divinity irrumpió en el mundo de la moda a través de Alma Divinity Shops, una tienda de ropa y complementos para mujeres disponible tanto en formato físico (en Madrid) como en línea. Además, se pueden realizar actividades de asesoramiento de imagen o solicitar el servicio de modistas profesionales, entre otras cosas.

## Polémicas
El jueves 12 de enero de 2012, tras un capítulo de la serie juvenil Gossip Girl el canal estrenó un programa sexual en que, entre otras imágenes, se pudo ver a un hombre en una rocambolesca postura capaz de practicarse a sí mismo sexo oral. Esta emisión, hizo saltar las alarmas entre las empresas anunciantes del mismo.

## Audiencias
Evolución de la cuota de pantalla mensual y anual, según las mediciones de audiencia elaborados en España por Kantar Media. Están en negrita y fucsia los meses en que fue líder de audiencia.
| Año  | Enero | Febrero | Marzo  | Abril | Mayo | Junio | Julio | Agosto | Septiembre | Octubre | Noviembre | Diciembre | Media anual |
| ---- | ----- | ------- | ------ | ----- | ---- | ----- | ----- | ------ | ---------- | ------- | --------- | --------- | ----------- |
| 2011 | -     | -       | 0,4%** | 0,7%  | 0,8% | 0,9%  | 0,9%  | 1,1%   | 1,0%       | 1,1%    | 1,0%      | 1,0%      | 0,7%        |
| 2012 | 1,2%  | 1,3%    | 1,3%   | 1,3%  | 1,4% | 1,3%  | 1,5%  | 1,7%   | 1,5%       | 1,4%    | 1,5%      | 1,4%      | 1,4%        |
| 2013 | 1,4%  | 1,7%    | 1,7%   | 1,7%  | 1,7% | 1,7%  | 1,7%  | 2,1%   | 2,1%       | 1,9%    | 1,7%      | 1,7%      | 1,7%        |
| 2014 | 1,6%  | 1,7%    | 1,7%   | 1,7%  | 1,8% | 2,1%  | 2,4%  | 2,6%*  | 2,4%       | 2,4%    | 2,4%      | 2,2%      | 2,1%        |
| 2015 | 2,4%  | 2,3%    | 2,2%   | 2,3%  | 2,5% | 2,3%  | 2,2%  | 2,4%   | 2,3%       | 2,4%    | 2,4%      | 2,2%      | 2,3%        |
| 2016 | 2,3%  | 2,3%    | 2,3%   | 2,3%  | 2,4% | 2,4%  | 2,3%  | 2,5%   | 2,6%*      | 2,3%    | 2,2%      | 2,1%      | 2,3%        |
| 2017 | 2,2%  | 2,2%    | 2,3%   | 2,4%  | 2,4% | 2,3%  | 2,2%  | 2,3%   | 2,0%       | 2,0%    | 2,1%      | 2,1%      | 2,2%        |
| 2018 | 2,2%  | 2,2%    | 2,0%   | 2,1%  | 2,0% | 1,9%  | 2,2%  | 2,2%   | 1,9%       | 1,8%    | 2,0%      | 1,8%      | 2,0%        |
| 2019 | 1,7%  | 1,9%    | 2,1%   | 2,2%  | 2,1% | 2,0%  | 1,9%  | 2,0%   | 1,8%       | 1,7%    | 1,7%      | 1,7%      | 1,9%        |
| 2020 | 1,8%  | 1,8%    | 1,5%   | 1,6%  | 2,0% | 2,0%  | 2,0%  | 2,4%   | 2,1%       | 2,0%    | 1,8%      | 1,6%      | 1,9%        |
| 2021 | 1,8%  | 1,9%    | 1,9%   | 1,9%  | 1,8% | 1,7%  | 1,8%  | 2,3%   | 2,0%       | 2,1%    | 1,9%      | 1,9%      | 1,9%        |
| 2022 | 1,9%  | 1,9%    | 1,9%   | 2,0%  | 2,1% | 2,3%  | 2,5%  | 2,6%*  | 2,3%       | 2,2%    | 2,0%      | 2,1%      | 2,1%        |
| 2023 | 2,2%  | 2,4%    | 2,4%   | 2,4%  | 2,2% | 2,3%  | 2,1%  | 2,2%   | 2,1%       | 2,1%    | 2,0%      | 2,0%      | 2,2%        |
| 2024 | 1,9%  | 1,9%    | 1,9%   | 1,9%  | 2,0% | 1,9%  | 1,9%  | 2,1%   | 2,1%       | 1,9%    | 1,9%      | 1,8%      | 1,9%        |
| 2025 | 1,7%  | 1,6%    | 1,4%   | 1,3%  | 1,3% | 1,4%  | 1,4%  |        |            |         |           |           |             |